# 斯皮德韋爾島
52°13′13″S 59°44′04″W / 52.22028°S 59.73444°W

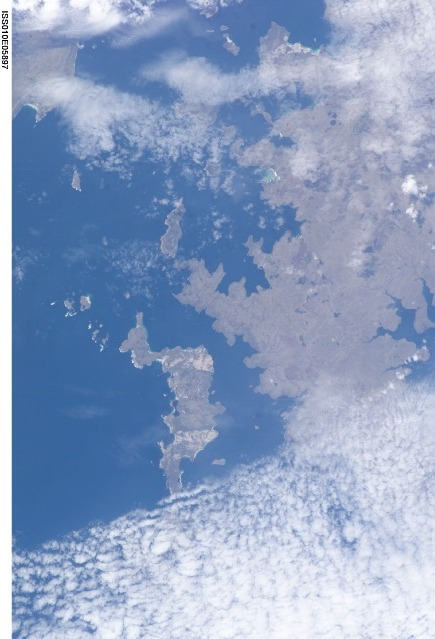

斯皮德韋爾島是英國海外領土福克蘭群島的島嶼，位於聖卡洛斯海峽，長17.5公里、寬5公里，面積51.5平方公里，島上無人居住，該島是麥哲倫企鵝的棲息地。

## 外部連結
- Satellite picture （页面存档备份，存于）